# Björkskogstjärnen
Björkskogstjärnen är en sjö i Åsele kommun i Lappland och ingår i Ångermanälvens huvudavrinningsområde. Sjöns area är 0,018 kvadratkilometer och den är belägen 400 meter över havet.